# Domenico Jorio
Domenico Jorio (Villa Santo Stefano, 7 oktober 1867 - Rome, 21 oktober 1954) was een Italiaans geestelijke en kardinaal van de Rooms-Katholieke Kerk.
Jorio bezocht het seminarie van Ferentino en studeerde later aan het Pauselijk Romeins Seminarie in Rome waar bij doctoraten behaalde in de theologie en de beide rechten. Hij werd op 17 september 1891 priester gewijd. Hij deed vervolgens pastoraal werk in Rome, werk dat hij combineerde met een aanstelling bij de Apostolische Datarie. Hij werd in 1901 door paus Pius X verheven tot pauselijk kamerheer.
Paus Benedictus XV benoemde hem in 1915 tot pauselijk huisprelaat. Een jaar later werd hij benoemd tot secretaris van de Datarie en tot ondersecretaris van de H. Congregatie voor de Discipline van de Sacramenten. In 1918 werd Jorio apostolisch protonotaris en secretaris van de Sacramentscongregatie. 
Paus Pius XI creëerde Jorio kardinaal tijdens het consistorie van 16 december 1935. Als wapenspreuk koos hij De forti dulcedo (Uit kracht komt sterkte, uit Rechters 14:14). De Sant'Apollinare alle Terme Neroniane-Alessandrine werd zijn titeldiaconie. Meteen ook werd hij prefect van de Congregatie die hij zo lang als secretaris had gediend. Kardinaal Jorio nam deel aan het conclaaf van 1939 dat leidde tot de verkiezing van paus Pius XII. De kardinaal overleed in Rome aan de gevolgen van een hartaanval.
- Bibliothèque nationale de France: cb112247390 (data)
- Gemeinsame Normdatei: 140044035
- International Standard Name Identifier: 0000 0000 7325 8599
- Nationale Bibliotheek van Tsjechië: jo2013795578
- Istituto Centrale per il Catalogo Unico: SBLV234469
- SNAC: w6f21sgq
- Système universitaire de documentation: 235833576
- Virtual International Authority File: 88622343
- WorldCat: E39PBJdGFGtjChYqtHgQQd7PwC